# Christian Carion
Pour les articles homonymes, voir Carion.
Christian Carion est un réalisateur et scénariste français né le 4 janvier 1963 à Cambrai (Nord).

## Biographie
Né de parents agriculteurs habitant à Lebucquière dans le Pas-de-Calais, Christian Carion y passe une partie de son enfance et développe une passion pour le cinéma dès l'âge de treize ans. Après un bac C et une classe prépa, il intègre une école d'ingénieur au ministère de l'Agriculture (ENGEES), respectant ainsi les souhaits de sa famille. Se décidant ensuite à se consacrer au septième art, il loue une caméra vidéo, se met à faire des films "sans intérêt" selon ses dires, puis fait la rencontre de Christophe Rossignon, c'est à ce moment-là que commence sa carrière de producteur. Ce dernier sera d'ailleurs l'interprète d'un de ses courts métrages, Monsieur le député, en 1999.
En 2001, Christian Carion passe au long-métrage, dirigeant le tandem Michel Serrault - Mathilde Seigner dans Une hirondelle a fait le printemps, une forme d'hommage à ses origines qui séduit 2,4 millions de spectateurs français. Fort de ce succès, le cinéaste s'attaque à un projet plus ambitieux, commencé en 1993 : Joyeux Noël. Présentée Hors Compétition au Festival de Cannes 2005, cette fresque historique sur fond de Première Guerre mondiale réunit un casting franco-allemand composé notamment de Guillaume Canet, Diane Kruger et Daniel Brühl. En 2006, ce long métrage sera nommé à plusieurs reprises aux César et représente la France en 2006 pour la course à l'Oscar du Meilleur film étranger. Il crée alors l'association « Noël 14 », qui porte la création du monument des fraternisations.
Fidèle à ses comédiens, Christian Carion retrouvera deux ans après Guillaume Canet pour le propulser au cœur de L'Affaire Farewell, un thriller d'espionnage inspiré de faits réels et également interprété par Emir Kusturica.
En 2014 il filme, sur les routes du Nord-Pas-de-Calais, En mai, fais ce qu'il te plaît. Un film historique qui conte l'histoire de millions de Nordistes jetés sur les routes en mai 1940 par l'arrivée des troupes allemandes sur le territoire français. Basé sur de nombreux témoignages recueillis auprès des Nordistes, le film déroule l'histoire d'un Allemand qui tente de retrouver son fils, embarqué dans l'exode par les villageois de Lebucquière. La musique du film est signée d'Ennio Morricone.
Il retourne six jours derrière la caméra en 2016 pour le tournage de son prochain long-métrage, intitulé Mon garçon. Il signe lui-même le remake en anglais, My Son, sorti en 2021. Ces deux films présentent une particularité : l'acteur principal (Guillaume Canet puis James McAvoy) ne connait pas le script ni les dialogues et doit improviser chaque scène en fonction des autres acteurs et des situations.
En 2016, Christian Carion est président du comité de sélection de l'aide à la post-production de la société Lumières Numériques.

## Filmographie
Sauf indication contraire, les informations mentionnées dans cette section peuvent être confirmées par la base de données cinématographiques IMDb,  présente dans la section « Liens externes ».

### Réalisateur et scénariste
- 2001 : Une hirondelle a fait le printemps
- 2005 : Joyeux Noël
- 2009 : L'Affaire Farewell
- 2015 : En mai, fais ce qu’il te plaît
- 2017 : Mon garçon (également producteur)
- 2021 : My Son (également producteur)
- 2022 : Une belle course (également producteur)

### Acteur
- 2001 : Une hirondelle a fait le printemps : l'homme au téléphone portable
- 2005 : Joyeux Noël : un infirmier
- 2006 : Ne le dis à personne de Guillaume Canet : le père de Lucille
- 2009 : L'Affaire Farewell : Favier

## Décorations
- Officier de l'ordre national du Mérite Il est fait chevalier le 14 novembre 2006[5], puis est promu officier le 15 mai 2015[6]
- Chevalier de la Légion d'honneur Il est fait chevalier le 13 juillet 2011[7] pour récompenser ses 27 ans de services.